# Port-Louis (Guadalupe)
Port-Louis é uma comuna francesa na região administrativa de Guadeloupe, no departamento de Guadalupe. Estende-se por uma área de 44,24 km², com 5 573 habitantes, segundo os censos de 1999, com uma densidade de 125 hab/km².